# 40320
40320（四万三百二十、よんまんさんびゃくにじゅう）は、自然数または整数において、40319の次で40321の前の数である。

## 性質
- 40320は合成数であり、約数は1, 2, 3, 4, 5, 6, 7, 8, 9, 10, 12, 14, 15, 16, 18, 20, 21, 24, 28, 30, 32, 35, 36, 40, 42, 45, 48, 56, 60, 63, 64, 70, 72, 80, 84, 90, 96, 105, 112, 120, 126, 128, 140, 144, 160, 168, 180, 192, 210, 224, 240, 252, 280, 288, 315, 320, 336, 360, 384, 420, 448, 480, 504, 560, 576, 630, 640, 672, 720, 840, 896, 960, 1008, 1120, 1152, 1260, 1344, 1440, 1680, 1920, 2016, 2240, 2520, 2688, 2880, 3360, 4032, 4480, 5040, 5760, 6720, 8064, 10080, 13440, 20160, 40320である。
  - 約数の和は159120。
  - 約数の積の値がそれ以前の数を上回る65番目の数である。1つ前は37800、次は41580。(オンライン整数列大辞典の数列 A034287)
- 40320 = 1 × 2 × 3 × 4 × 5 × 6 × 7 × 8
  - 8番目の階乗数 (8!) である。1つ前は5040、次は362880。
    - 高度合成数ではない階乗数の中では最小の数である。また、40320以上の階乗数はすべて高度合成数ではない。
    - 2（21）～128（27）までの全ての2の累乗数で割り切れる最小の階乗数である。1つ前までの64（26）と2つ前の32（25）までも40320、3つ前の16（24）までは720、次の256（28）までは3628800。

  - 8連続整数の積で表せる最小の数である。
- 40320 = 2 × 3 × 4 × 5 × 6 × 7 × 8
  - 7連続整数の積で表せる2番目の数である。1つ前は5040、次は181440。
- 5623番目のハーシャッド数である。1つ前は40311、次は40330。
  - 9を基とする607番目のハーシャッド数である。1つ前は40311、次は40401。
- 40320 = 27 × 32 × 5 × 7
  - 4つの異なる素因数の積で p 7 × q 2 × r × s の積で表せる最小の数である。次は63360。
- 40320 = 23!
  - n = 3 のときの (2n )! とみたとき1つ前は24、次は20922789888000。
  - n = 2 のときの (n 3)! とみたとき1つ前は1、次は10888869450418352160768000000。
- 40320 = 10 × 63 × 64
  - n = 63 のときの 10n(n + 1) の値とみたとき1つ前は39060、次は41600。(オンライン整数列大辞典の数列 A163761)
- 40320 = 192 × 210
  - n = 192 のときの n(n + 18) の値とみたとき1つ前は39919、次は40723。(オンライン整数列大辞典の数列 A098850)
- 40320 = 32 × 35 × 36
  - n = 32 のときの n(n + 3)(n + 4) の値とみたとき1つ前は36890、次は43956。
- 40320 = 12 × 14 × 15 × 16
  - n = 12 のときの n(n + 2)(n + 3)(n + 4) の値とみたとき1つ前は30030、次は53040。
- 40320 = 7 × 82 × 9 × 10
  - n = 7 のときの n(n + 1)2(n + 2)(n + 3) の値とみたとき1つ前は21168、次は71280。
- 約数の和が40320になる数は111個ある。(10920, 12180, 12420, 12540, 12768, 12852, 13944, 14340, 14664, 15036, 15498, 15834, 16116, 16120, 16146, 16188, 16284, 16302, 16356, 16744, 17268, 17290, 17380, 17598, 17696, 17860, 17980, 18172, 18642, 18676, 18848, 19038, 19182, 19228, 19305, 19434, 19624, 19864, 20132, 20154, 20584, 21076, 21406, 21496, 21988, 22078, 22156, 22196, 22390, 22436, 22545, 22594, 22935, 23218, 23374, 23655, 24297, 24651, 24921, 24969, 25311, 25461, 25707, 25978, 26013, 26314, 26386, 26439, 26845, 27265, 27687, 28041, 28405, 28671, 28911, 29029, 29365, 29393, 29397, 29559, 29607, 30237, 31135, 32263, 32335, 32665, 32669, 32785, 33383, 33595, 33901, 34177, 34279, 34903, 35167, 35273, 35629, 35867, 36049, 36271, 36613, 36859, 36949, 37427, 38063, 39029, 39433, 39737, 39757, 39913, 39917) 約数の和111個で表せる最小の数である。次は51840。

## その他 40320 に関連すること
- 平年の2月は40320分(28×24×60)である。
- 40320秒は11時間12分である。